# Dioctria gagates
Dioctria gagates là một loài ruồi trong họ Asilidae. Dioctria gagates được Wiedemann miêu tả năm 1820.